# Zahnhäute
Die Zahnhäute (Dentipellis) bilden eine Pilzgattung innerhalb der Familie der Stachelbartverwandten (Hericiaceae). Die resupinaten, häutig dünnen Fruchtkörper sind mit langen Stacheln oder Zähnen bedeckt. Das Subiculum ist dünn, aber deutlich ausgebildet. Die Pilze haben gloeoplere Hyphen und amyloide, warzige bis stachelige Sporen. Weltweit gibt es etwa 10 Arten. Die Typusart der Gattung ist Dentipellis fragilis (Pers. : Fr.) Donk.

## Merkmale
Die einjährigen, resupinat-membranösen, weißlichen Fruchtkörper überziehen das Substrat häutig dünn. Das Hymenophor besteht aus langen, abgerundeten Stacheln oder abgeflachten Zähnen. Das  Fleisch ist weich, trocken und ziemlich zerbrechlich. Das Sporenpulver ist weißlich. Die fast kugeligen bis ellipsoiden, dünnwandigen, 4,5–6 µm langen und 4–5 µm breiten, amyloiden Sporen sind warzig oder stachelig ornamentiert. Die schmalkeuligen, 2- bis 4-sporigen Basidien sind 20–35 µm lang. Daneben findet man Gloeozystiden. Das Hyphensystem ist monomitisch, an den Septen tragen die Hyphen Schnallen.

## Ökologie und Verbreitung
Die Pilze leben saprobiontisch auf Laubholz (meist Rotbuchen) und rufen auf dem befallenen Holz eine Weißfäule hervor. In Europa gibt es nur eine Art, den Zarten Stachelrindenpilz (Dentipellis fragilis), der auf der Unterseite von morschen, liegenden Stämmen, aber auch an Baumstümpfen wächst.

## Systematik
Die Gattung Dentipellis wurde 1982 von M.A. Donk vorgeschlagen, um Hericium fragile und weitere Arten von der Gattung Hericium abzutrennen.

Minimum Evolution-Stammbaum von Dentipellis. Dentipellis ist nah verwandt mit Laxitextum und Hericium der Typusgattung der Hericiaceae. Der Stammbaum wurde mit dem MEGA 5.10-Programm erstellt. Alle rDNA-Sequenzen stammen von der GenBank. Der Bootstraptest wurde mit 1000 Wiederholungen durchgeführt. Alle weiteren Informationen werden in der Bildbeschreibung angegeben.

Die Gattung Dentipellis ist nahe mit den beiden Gattungen Laxitextum und Hericium verwandt. Verbindende Merkmale sind das stachelige Hymenophor, das Vorkommen von Gloeozystiden und ornamentierte, amyloide Sporen. Die Verwandtschaft wird auch durch molekulare Daten (Sequenzvergleich der rDNA-Gene) unterstützt.
Der Name leitet sich von den lateinischen Nomen "dens" (Zahn) und "pellis" (Haut) ab.

## Bedeutung
Zur Gattung gehören keine Speisepilze.